# Alucita ithycypha
Alucita ithycypha là một loài bướm đêm thuộc họ Alucitidae. Loài này có ở Nam Phi.